# Przekolno
Przekolno (deutsch Groß Ehrenberg) ist ein Dorf in der polnischen Woiwodschaft Westpommern. Es gehört zur Gmina Pełczyce (Gemeinde Bernstein) im Powiat Choszczeński (Arnswalder Kreis).

## Geographische Lage
Das Dorf liegt in der Neumark, etwa 70 km nordöstlich von Küstrin, etwa 70 km südöstlich von Stettin, sechs Kilometer östlich von Pełczyce (Bernstein) und vier Kilometer südwestlich des Dorfs Granow.

## Geschichte
Der brandenburgisch-preußische General Wilhelm von Brandt (1644–1701) hat das Rittergut Ehrenberg um 1700 käuflich erworben. Später wurde er und schließlich seine Familie zur Gesamthand belehnt. 1743 kam es erblich an George Friedrich von Rohwedel (1711–1765), jedoch machte Minister Christian von Brandt (1684–1749) sein Vorkaufsrecht geltend, und so wurde es ihm 1745 überlassen. Letzter bekannter Besitzer im 18. Jahrhundert aus dieser Familie war Stallmeister Christian Ludwig von Brandt (1728–1786).  Zu dem Gut gehörten schon im 18. Jahrhundert das Vorwerk Klein Ehrenberg und die wüste Feldmark oder Heide Groß Stawenow.
In der zweiten Hälfte des 18. Jahrhunderts saß Hans Friedrich von Bornstedt (1755–1806), vermählt seit 1781 mit Elisabeth Christine Louise Sophie von Platen, auf Groß Ehrenberg, Klein Ehrenberg und Stawenow und anschließend vermutlich deren Sohn, der Hauptmann Hans Ernst Kurt von Bornstedt (1784–1858). Zum Dorf gehörte der größte Teil der anderthalb Stunden entfernten Heide Groß Stavenow, mit einem Holzwärter, auch Fischerei in mehreren hiesigen Seen, darunter der große Garn-See südlich von Mandelkow mit guten Moränen.
Auch in Ludwig Wilhelm Brüggemanns Ausführlicher Beschreibung des Königlich Preußischen Herzogtums Vor- und Hinterpommern (1784) ist „Ehrenberg“ unter den adeligen Gütern des Pyritzschen Kreises aufgeführt. In Ehrenberg gab es damals ein Vorwerk, also den Gutsbetrieb, eine Windmühle, eine Ziegelei, 16 Bauern, 16 Kossäten, einen Krug, eine Schmiede und einen Schulmeister, insgesamt 73 Haushaltungen („Feuerstellen“). Ferner bestand eine Kirche, die eine Filialkirche der Kirche in Mandelkow war. Zum Gut gehörte auch das Vorwerk Klein Ehrenberg.
Um 1817 wurde vom Gutsbezirk Ehrenberg ein um das Vorwerk Klein Ehrenberg gelegener Teil abgezweigt und neu bebaut, und das Rest-Rittergut wurde in Groß Ehrenberg umbenannt. Bei einer Gebietsreform wurde Groß Ehrenberg zum 1. Januar 1818 aus dem pommerschen Kreis Pyritz in den neumärkischen Kreis Soldin umgegliedert.
Das Rittergut Groß Ehrenberg wurde 1836 für 88.000 Taler an den Kreisdeputierten Gustav Hoffmann verkauft. Das Gut Klein Ehrenberg behielt die Familie Bornstedt für sich. Es hatte aber um die Mitte des 19. Jahrhunderts noch nicht den Status eines Ritterguts; es umfasste um 1850 eine Gemarkungsfläche von 828 Morgen und 64 Quadratruten. Später wurde es jedoch als Rittergut bezeichnet; gegen Ende des 19. Jahrhunderts befanden sich beide Rittergüter im Besitz einer Frau (Amtsrat) Blomeyer in Jena, und beide Güter waren an den promovierten Juristen E. Blomeyer verpachtet.
Ab dem 19. Jahrhundert bestanden der Gutsbezirk Groß Ehrenberg und die Landgemeinde Groß Ehrenberg nebeneinander. Im Jahre 1900 wurden im Gutsbezirk Groß Ehrenberg 289 Einwohner gezählt, in der Landgemeinde Groß Ehrenberg 182 Einwohner. Später wurde der Gutsbezirk in die Landgemeinde eingemeindet. Bis 1945 bildete Groß Ehrenberg eine Landgemeinde im Kreis Soldin der preußischen Provinz Brandenburg. Zuständiger Standesamtsbezirk war Mandelkow. Im Jahre 1933 wurden in der Gemeinde 500 Einwohner gezählt, im Jahre 1939 524 Einwohner.
Gegen Ende des Zweiten Weltkriegs erfolgte im Frühjahr 1945 die Besetzung der Region durch die Rote Armee. Nach Kriegsende wurde Groß Ehrenberg zusammen mit anderen deutschen Gebieten östlich der Oder-Neiße-Linie der Volksrepublik Polen zur Verwaltung unterstellt. Es folgte die Zuwanderung polnischer Migranten. Groß Ehrenberg wurde in „Przekolno“ umbenannt. Unter der polnischen Administration wurde anschließend die einheimischen Bevölkerung vertrieben.

### Demographie
| Jahr | Einwohner | Anmerkungen |
| ---- | --------- | --- |
| 1816 | 324       | im Vorwerk Klein Ehrenberg 36 Einwohner |
| 1840 | 406       | in 52 Wohngebäuden, im Vorwerk Klein Ehrenberg 55 Einwohner in vier Häusern                                                                                   |
| 1852 | 461       | im Vorwerk Klein Ehrenberg 55 Einwohner |
| 1855 | 439       | in 48 Häusern; im Vorwerk Klein Ehrenberg 62 Einwohner in fünf Häusern                                                                                        |
| 1867 | 565       | am 3. Dezember; im Dorf 241 Einwohner; im Gutsbezirk 324 Einwohner                                                                                            |
| 1871 | 538       | am 1. Dezember; im Dorf 231 Einwohner (228 Evangelische, drei Juden); im Gutsbezirk 307 Einwohner (sämtlich Evangelische)                                     |
| 1885 | 495       | im Dorf 237 Einwohner (sämtlich Evangelische); im Gutsbezirk 258 Einwohner (240 Evangelische, 18 Katholiken)                                                  |
| 1910 | 471       | am 1. Dezember, davon 182 im Dorf und 289 im Gutsbezirk Groß Ehrenberg (einschließlich des zum Rittergut gehörigen Vorwerks Kein Ehrenberg mit 34 Einwohnern) |
| 1933 | 500       | [ 19 ] |
| 1939 | 524       | [ 19 ] |